# Grenay (Isère)
Grenay település Franciaországban, Isère megyében. Lakosainak száma 1632 fő (2022. január 1.). Grenay Saint-Laurent-de-Mure, Saint-Quentin-Fallavier, Satolas-et-Bonce, Saint-Pierre-de-Chandieu és Heyrieux községekkel határos.

## Népesség
A település népességének változása:
| Lakosok száma | 490  | 724  | 1016 | 1391 | 1551 | 1586 | 1606 | 1627 | 1626 | 1632 |
|               | 1968 | 1982 | 1990 | 2006 | 2013 | 2015 | 2017 | 2019 | 2020 | 2022 |